# 钻齿报春
钻齿报春（学名：Primula pellucida）为报春花科报春花属下的一个种。其种加词“pellucida”意为“透明的”。